# One Love (嵐單曲)
《One Love》是嵐的第22枚單曲。於2008年6月25日發行。唱片公司為J Storm。收錄於精選專輯《1999-2009 完全精選!》。

## 解說
- 錄音的時候，曲名原為《I LOVE YOU》。
- 在電視首播之際，使用了嵐甚少用到的站立型麥克風。上一次用到是第11張單曲《赤腳的未來》。動作由屋良朝幸（Music Academy）設計。
- Music Clip作為特典被收錄在初回限定盤的DVD中。這是嵐首次全過程採用CG。
- 2008年8月5日發售《通常盤・電影「花樣男子F」大熱!!紀念版本》，特別收錄了道明寺司劇中的台詞作為Bonus Content。
- 嵐連續11作合計18作取得首位。[1]
- 初動連續2作突破30萬。
- 截至2008年9月8日的日本公信榜單曲榜中，與次作《truth/前往風的彼方》（第2週）雙雙突破50萬枚，為2008年發售單曲的首次。
- 自《Happiness》起，連續3作取得月間1位。
- 2008年公信榜年間單曲榜，僅次於《truth/前往風的彼方》取得2位。是繼1989年PRINCESS PRINCESS以來，史上第5組歌手同時獨佔年間1、2位。[2][3]
- 本作進入2008年第23回日本金唱片大賞本地音樂部門最佳單曲TOP10，而第一位是《truth/前往風的彼方》。[4]
- 是一首大受歡迎的情歌，在各電視台的音樂節目中與情歌相關的排行榜中經常名列前矛。

## 收錄曲

### 通常盤
1. One Love
（作詞：youth case　作曲：加藤裕介　編曲：石塚知生）
電影「花樣男子F」主題曲
2. How to fly
（作詞：UNITe　作曲：R.P.P. Anderz Wrethov）
3. One Love（Original Karaoke）
4. How to fly（Original Karaoke）

### 初回限定盤
1. One Love
2. Final Remix feat.WISH,Love so sweet & One Love
3. 附贈One Love PV